# 武绍桐
武绍桐（1998年12月13日—），中国女子单板滑雪运动员，9岁开始练习滑雪，2019年冬季世界大学生运动会女子U型场地技巧铜牌得主、2025年亚洲冬季运动会女子U型场地技巧铜牌得主。